# II. János Pál pápa tér metróállomás
A II. János Pál pápa tér (az eredeti tervekben: Népszínház utca) a budapesti M4-es metróvonal egyik metróállomása a Rákóczi tér és a Keleti pályaudvar között.
A használatbavételi engedélyt a vonalon hatodikként, 2013. december 20-án kapta meg a Nemzeti Közlekedési Hatóságtól.
Az állomásperon 19 méterrel a felszín alatt helyezkedik el, ahova 4 mozgólépcső és 2 lift biztosítja a lejutást. Az állomás építését fontos felszíni munkák követték, melyek keretében az állomás felszíni épülete körül egy medencét alakítottak ki. Meleg nyári napokon – bár a hatóságok a baleset- és fertőzésveszély miatt tiltják – a medencében rendszeresen gyerekek fürdőznek, az állomás tetejét használva csúszdának.

## Galéria

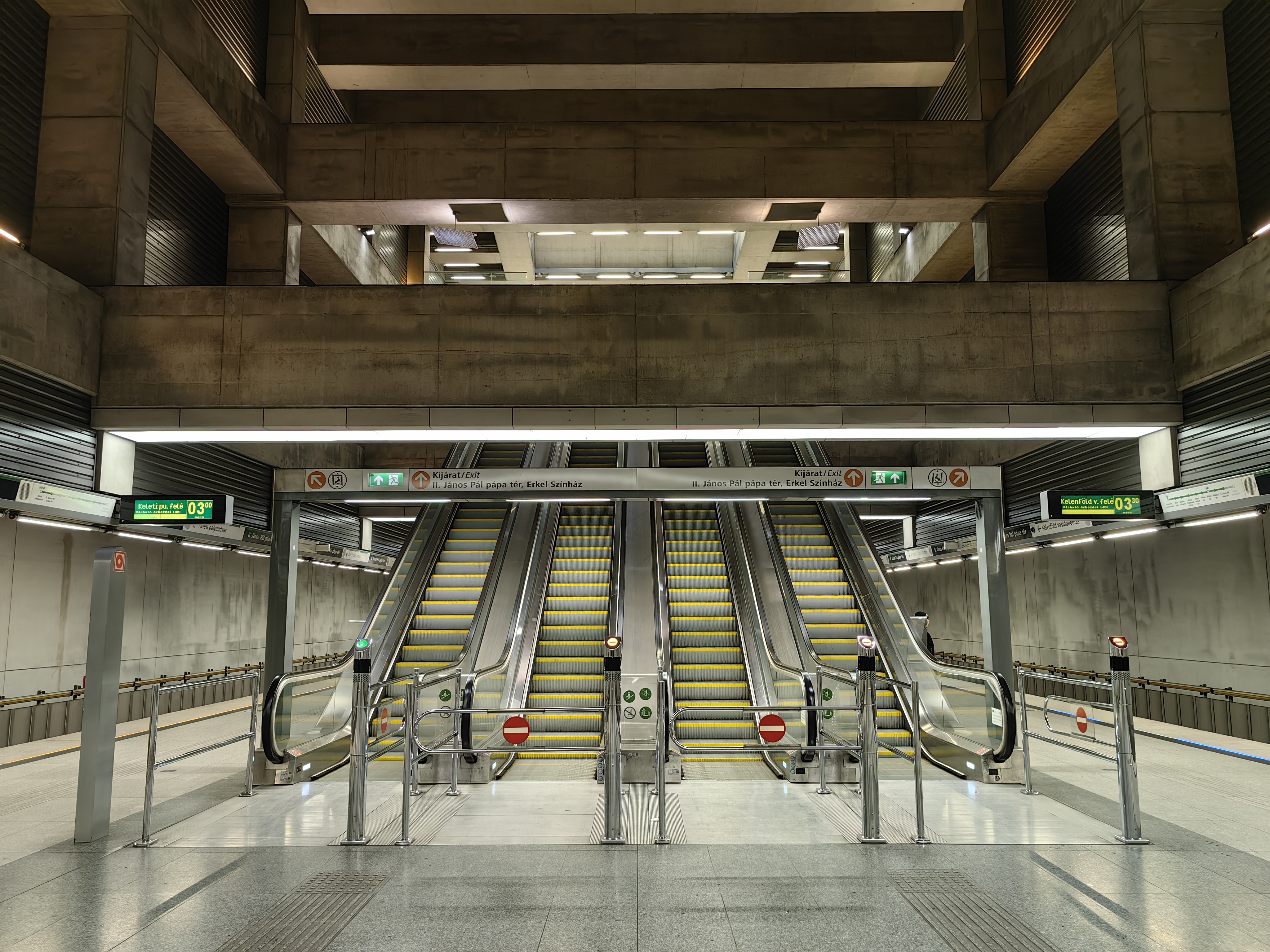
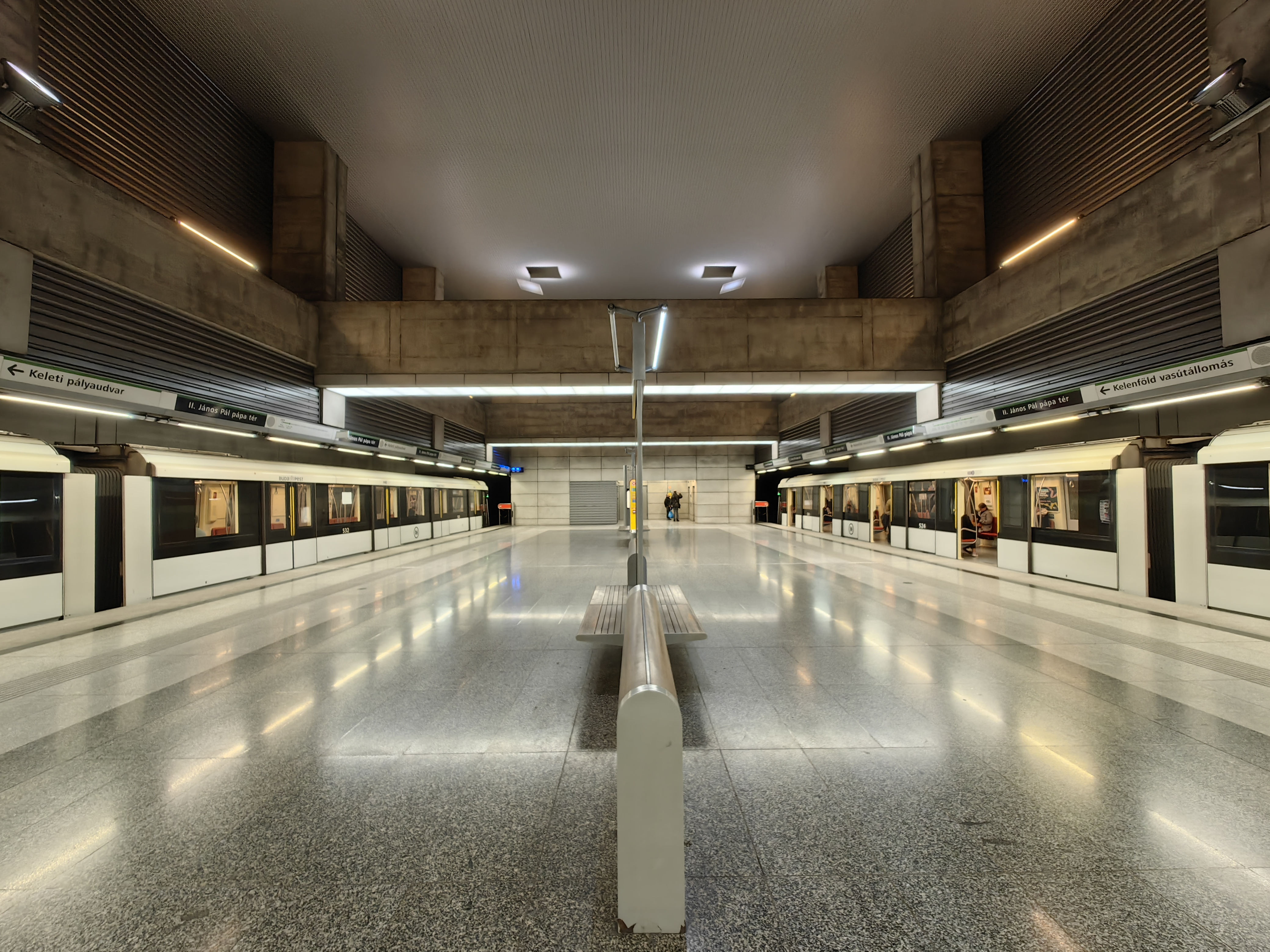
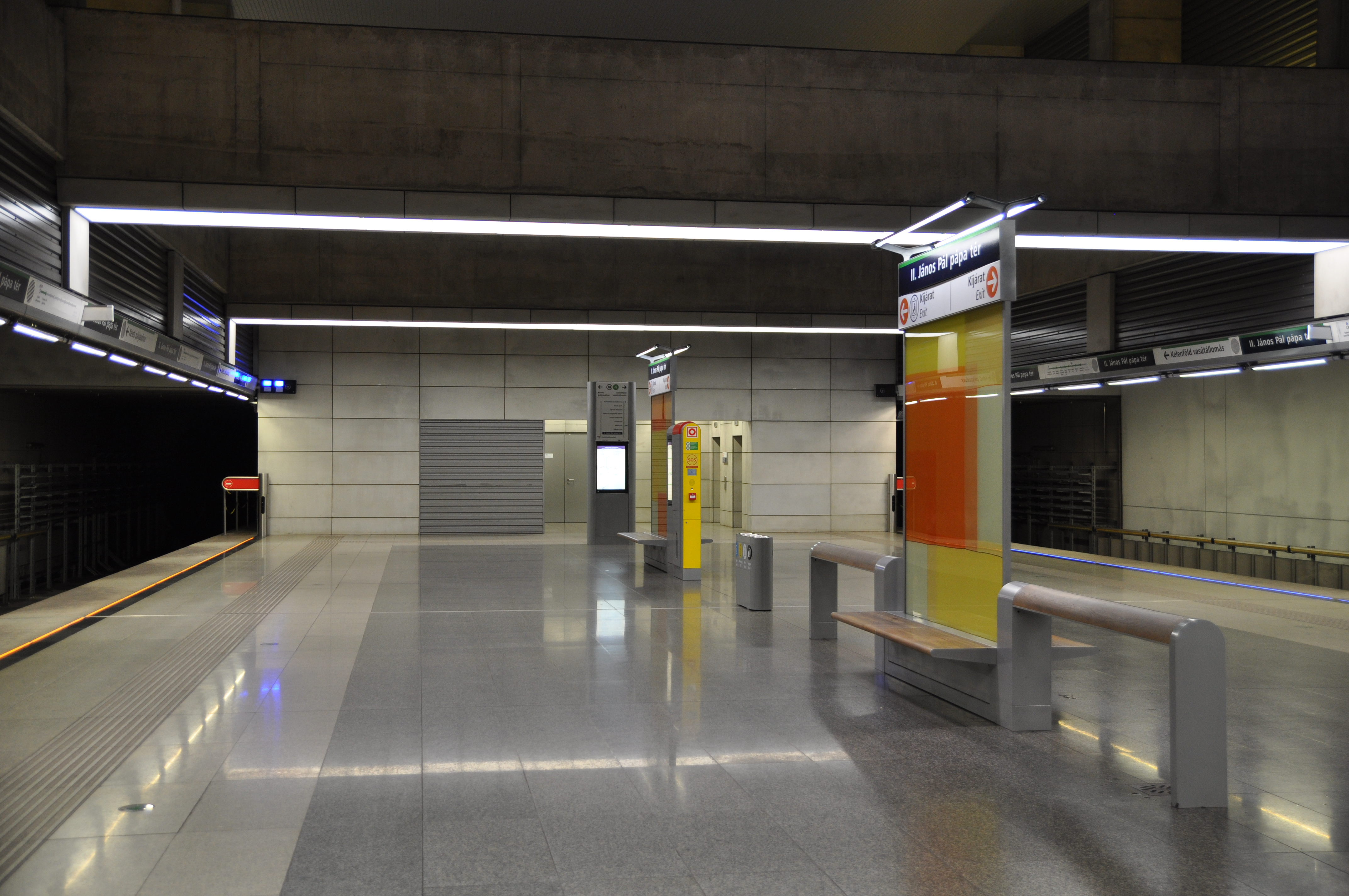

## Átszállási lehetőségek
| II. János Pál pápa tér | 28, 28A, 37, 37A, 62 99, 217E | Erkel Színház |